# Chapdeuil
Chapdeuil település Franciaországban, Dordogne megyében. Lakosainak száma 140 fő (2022. január 1.). Chapdeuil Saint-Just, Bourg-des-Maisons, Grand-Brassac és La Tour-Blanche-Cercles községekkel határos.

## Népesség
A település népességének változása:
| Lakosok száma | 162  | 133  | 124  | 115  | 139  | 130  | 130  | 135  | 137  | 140  |
|               | 1968 | 1982 | 1990 | 2006 | 2013 | 2015 | 2017 | 2019 | 2020 | 2022 |